# I. općinska nogometna liga Slavonski Brod 1987./88.
I. općinska nogometna liga Slavonski Brod za sezonu 1987./88. je bila liga šestog stupnja nogometnog prvenstva Jugoslavije. 
 
Sudjelovalo je 14 klubova, a prvak je bio "Graničar" iz Brodskog Varoša. 

## Ljestvica
| mj. | klub                       | ut. | pob. | ner. | por. | gol+ | gol- | bod |
| --- | -------------------------- | --- | ---- | ---- | ---- | ---- | ---- | --- |
| 1.  | Graničar Brodski Varoš     | 26  | 17   | 6    | 3    | 60   | 26   | 40  |
| 2.  | Posavac Ruščica            | 26  | 15   | 7    | 4    | 54   | 28   | 37  |
| 3.  | Posavina Velika Kopanica   | 26  | 11   | 11   | 4    | 50   | 33   | 33  |
| 4.  | Budućnost Donji Andrijevci | 26  | 12   | 7    | 7    | 61   | 55   | 31  |
| 5.  | Borac Sikirevci            | 26  | 11   | 7    | 8    | 47   | 34   | 29  |
| 6.  | Mladost Donja Bebrina      | 26  | 11   | 6    | 9    | 58   | 51   | 28  |
| 7.  | Omladinac Gornja Vrba      | 26  | 10   | 4    | 12   | 37   | 49   | 24  |
| 8.  | Gardun Garčin              | 26  | 9    | 5    | 12   | 50   | 41   | 23  |
| 9.  | Omladinac Tomica           | 26  | 9    | 5    | 12   | 51   | 60   | 23  |
| 10. | Dubrava Zadubravlje        | 26  | 9    | 5    | 12   | 41   | 52   | 23  |
| 11. | Sloga Gundinci             | 26  | 9    | 4    | 13   | 42   | 39   | 22  |
| 12. | Graničar Stupnički Kuti    | 26  | 6    | 10   | 10   | 36   | 47   | 22  |
| 13. | Mladost Sibinj             | 26  | 6    | 4    | 16   | 35   | 69   | 16  |
| 14. | Slavonac Stari Perkovci    | 26  | 4    | 5    | 17   | 24   | 63   | 13  |

## Rezultatska križaljka
| kratica | klub                       | BOR | BUD | DUB | GAR | GRABV | GRASK | MLADB | MLAS | OMLGV | OMLT | POSA | POSI | SLA | SLO |
| --- | -------------------------- | --- | --- | --- | --- | ----- | ----- | ----- | ---- | ----- | ---- | ---- | ---- | --- | --- |
| BOR | Borac Sikirevci            |     |     |     |     |       |       |       |      |       |      |      |      |     |     |
| BUD | Budućnost Donji Andrijevci |     |     |     |     |       |       |       |      |       |      |      |      |     |     |
| DUB | Dubrava Zadubravlje        |     |     |     |     |       |       |       |      |       |      |      |      |     |     |
| GAR | Gardun Garčin              |     |     |     |     |       |       |       |      |       |      |      |      |     |     |
| GRABV | Graničar Brodski Varoš     |     |     |     |     |       |       |       |      |       |      |      |      |     |     |
| GRASK | Graničar Stupnički Kuti    |     |     |     |     |       |       |       |      |       |      |      |      |     |     |
| MLADB | Mladost Donja Bebrina      |     |     |     |     |       |       |       |      |       |      |      |      |     |     |
| MLAS | Mladost Sibinj             |     |     |     |     |       |       |       |      |       |      |      |      |     |     |
| OMLGV | Omladinac Gornja Vrba      |     |     |     |     |       |       |       |      |       |      |      |      |     |     |
| OMLT | Omladinac Tomica           |     |     |     |     |       |       |       |      |       |      |      |      |     |     |
| POSA | Posavac Ruščica            |     |     |     |     |       |       |       |      |       |      |      |      |     |     |
| POSI | Posavina Velika Kopanica   |     |     |     |     |       |       |       |      |       |      |      |      |     |     |
| SLA | Slavonac Stari Perkovci    |     |     |     |     |       |       |       |      |       |      |      |      |     |     |
| SLO | Sloga Gundinci             |     |     |     |     |       |       |       |      |       |      |      |      |     |     |
| |                            |     |     |     |     |       |       |       |      |       |      |      |      |     |     |
| podebljan rezultat - utakmice od 1. do 13. kola (1. utakmica između klubova) rezultat normalne debljine - utakmice od 14. do 26. kola (2. utakmica između klubova) rezultat nakošen - nije vidljiv redoslijed odigravanja međusobnih utakmica iz dostupnih izvora rezultat smanjen * - iz dostupnih izvora nije uočljiv domaćin susreta prekrižen rezultat - poništena ili brisana utakmica p - utakmica prekinuta 3:0 p.f. / 0:3 p.f. - rezultat 3:0 bez borbe |                            |     |     |     |     |       |       |       |      |       |      |      |      |     |     |

 Izvori: 